# Веселівський сільський округ
Весе́лівський сільський округ (каз. Весёлое ауылдық округі, рос. Веселовский сельский округ) — адміністративна одиниця у складі Сандиктауського району Акмолинської області Казахстану. Адміністративний центр — село Байдали.
Населення — 807 осіб (2021; 1187 у 2009, 1847 у 1999, 2714 у 1989).
Станом на 1989 рік існувала Веселівська сільська рада (села Амангельди, Веселе, Новоселовка).

## Склад
До складу округу входять такі населені пункти:
| Населений пункт   | Населення, осіб (1989) | Населення, осіб (1999) | Населення, осіб (2009) | Населення, осіб (2021) |
| ----------------- | ---------------------- | ---------------------- | ---------------------- | ---------------------- |
| Байдали, село     | 1657                   | 1105                   | 783                    | 537                    |
| Жиланди, село     | 271                    | 282                    | 206                    | 174                    |
| Новоселовка, село | 786                    | 460                    | 198                    | 96                     |